# 8男
《原子超空人》（又譯作《超人金霸王》、《八號超人》）是平井和正與桑田次郎於1963年創作的日本的科幻漫畫，同時也是本作主人翁的名稱。漫画版在《周刊少年Magazine》1963年20號至1965年13號連載。电视动画版於1963年11月7日至1964年12月31日在日本新聞網播出，全56集。

## 8號超人的誕生經緯
刑警东八郎，在某事件中遭到歹徒槍殺殉职（動畫版中改為被車輛輾斃），之後腦部（包含人格和记忆）被科學家谷方位博士移植到电子脑中，脫胎換骨變成名為「8号超人」（具有「獨立於警視廳搜查一課七個搜查小組之外的第八人」的意義）的机器人。平時則以私家偵探身分做掩護，在接獲警視廳搜查一課的田中課長委託時才會變身為8號超人，解決各種怪異事件。
能跑得比子弹还快。具有超強跳躍力，能一躍越過十公尺的圍牆，紅外線眼睛可以透視。
調整強度可以透視服裝（諸如女友當天所穿的內衣顏色），也可以看穿水泥牆壁。
超聲波耳在調整強度後，可以聽到遠處物品掉落及細微的聲音。變形臉則可以任意化為他人的容貌。
8號超人身體運作的能源，來自胸前的超小型原子爐（就在"8"的上面一格）。肚子還可以打開放東西（在"8"的下面一格）。為了抑制電子腦與超小型原子爐的過熱現象，於腰帶扣中暗藏了「香菸型冷却劑」，且必須定期服用。有時也會因無法服用而使自身陷入危機。

## 動畫版製作群
- 原作 - 平井和正
- 作画 - 桑田次郎
- 製作人 - 三輪俊道（TBS）
- 構成・導演 - 河島治之
- 編劇 - 平井和正、辻真先（桂真佐喜）、半村良、豊田有恒、加納一朗、大貫哲義
- 演出 - 大西清、佐々木治次
- 作画（原畫） - 大西清、高垣幸蔵、毛内節夫、江口徹、小畑俊志、鈴木竜造、藤原万秀、猪口利之、伊勢田幸彦、矢亀照子、村田保之、難波久衛、月川秀茂、椿清明、中川暁、林正行、熊尾義之、福田皖、木村光雄、角田昭一、高田哲夫
- 背景 - 泉谷実、小関俊之、五十嵐忠司
- 配樂 - 萩原哲晶
- 廣告代理店 - 旭通信社

## 主題歌
- 「エイトマン」

作詞：前田武彦　作曲、編曲：萩原哲晶　演唱：克美茂

## 配音
- 8號超人／東八郎：高山榮
- 關佐知子：上田美由紀
- 谷方位博士：村松為久→原孝之
- 田中善右衛門（警視廳捜査一課長）：天草四郎
- 桧垣一郎：不詳

## 註解
1. ↑  空想科学读本 大咖对决谁比较厉害 p146-p147 isbn 9789573277439
2. ↑  テレビアニメを放送したTBSのチャンネルは6のため、8だとフジテレビのイメージがあるということで表記をカタカナに変更したとする説がある（桑田二郎監修、講談社編『桑田次郎の世界』講談社、2009年、205頁）。
3. ↑  空想科学读本2 p36-p38 isbn 9573255839
4. ↑  連載時的完結篇版本，由於當時桑田次郎因非法持有槍械被捕，造成漫畫連載被迫腰斬，故由桑田的助手楠高治與小畑俊志代筆。之後直到1990年代，才由桑田次郎本人畫出正式版本的完結篇。

## 外部連結
- 株式会社エイケン オフィシャルサイト | 作品紹介 エイトマン（页面存档备份，存于）
- エイトマン｜アニメ・特撮｜TBS CS［TBSチャンネル］（页面存档备份，存于）
- エイトマン AFTER（页面存档备份，存于） - ジェー・シー・スタッフ